# Barri jueu de Tarragona
El call de Tarragona, igual com molts d'altres, estava format per un conjunt de carrers estrets i carrerons que conduïen en la majoria de casos a la plaça principal, també anomenada plaça de la jueria (actual plaça dels Àngels). A més també disposaven d'un carrer principal. Al llarg d'aquest darrer i en la citada plaça es trobaven els edificis més emblemàtics del call: el forn, els banys i la sinagoga. El cementiri jueu es trobava fora ciutat, en la zona del camí dels fortins, a prop de la platja del Miracle.
El barri és protegit com a bé cultural d'interès local. Com a elements destacats d'aquest en resten: la Plaça "de la Juyeria", Arc d'en Talavera, Carrer Granada, Forat Micó, Arc de Sant Bernat i l'anomenada Ca la Garsa. Gran part dels edificis d'ús públic com l'escola, les sinagogues successives en el temps, els banys, el forn, etc., s'han perdut i només resten proves documentals.

## Descripció
El barri jueu de Tarragona estava situat a la Plaça dels Àngels i carrerons annexos. Dita Plaça dels Àngels s'hi deia la "Plaça de la Juderia".
El carrer dels "Assahonadors" era on hi havia el forn dels jueus.
El call de Tarragona estava separat de la ciutat cristiana per portes situades en els punts cardinals. Al nord el call estava tancat per dos accessos. El primer se situava a continuació del carrer Granada. És el que es coneix com el Forat Micó. Aquest molt possiblement aprofitaria la columnata d'un edifici tardoromà precedent com a límit. Així es desprèn de dos fets: En primer lloc, la columnata ha servit fins als nostres dies de paret mitgera entre les cases del carrer Arc de Sant Bernat (fora del call) i les de l'actual plaça Rovellat (dins del call). Aquesta es conserva en molt bon estat de conservació, fins i tot, amb els arcs de mig punt, dins de diverses cases i en la citada plaça. En segon lloc, tenim documentada la casa de Poblet des del segle xii. Sabem que la casa/posada es trobaria al costat dret del carrer Granada, un cop ultrapassat el carrer Arc de Sant Bernat. És impensable suposar que una casa d'aquest tipus estigués ubicada dins el call, per tant, el forat Micó es trobaria un cop ultrapassada aquesta casa. L'altra entrada nord es trobaria al carrer Talavera, possiblement aprofitant, també, la mateixa columnata.

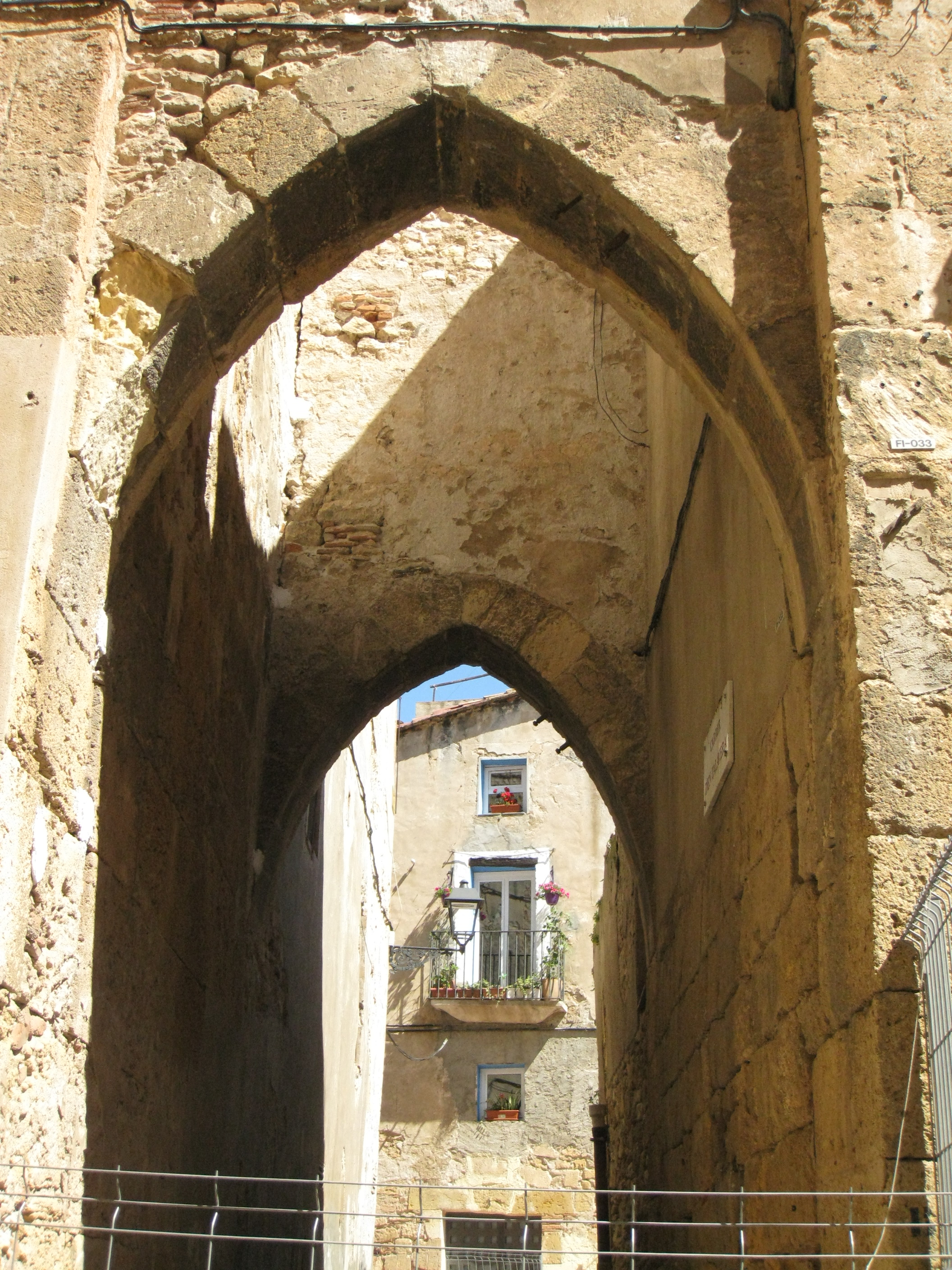
Arcs apuntats al carrer d'en Talavera

La porta oest es trobaria al carrer dels Àngels i comunicaria l'antic carrer dels Assaonadors (segle xiv) o d'en Manresa (s.XV) (actual carrer Santa Anna) amb la plaça de la jueria (plaça dels Àngels).
Al sud, els canvis urbans esdevinguts a partir de la guerra del Francès han transformat significativament la trama urbana de tot aquest sector. Per l'est, el call quedava tancat per la muralla romana.
Per tal de dotar al call d'una sortida directa a l'exterior s'aprofita una de les portelles romanes, que en aquesta època prendrà el nom de Portella dels jueus. Al costat seu es trobaria la torre dels jueus o torre de Saportella, una construcció també medieval, possiblement pertanyent al primer moment d'ocupació en el segle xii. La portella s'aïllava de l'exterior mitjançant una porta de fusta o de ferro. Seguint un camí exterior que partia de la portella es podia arribar al cementiri jueu, situat entre les platges del Miracle i la Rabassada.

## Història
El barri jueu, perfectament delimitat, va arrelar durant el segle xii i adquirí el màxim floriment en temps del rei Conqueridor, caminant a partir de l'any 1391 cap a la seva decadència. El primer quart de segle xv, ja hi havia una barreja important entre el món jueu i el cristià en aquest lloc.
El 1492, amb els semítics expulsats d'Espanya, el barri s'omple de cristians.